# Związek gmin Mittleres Schussental
Związek gmin Mittleres Schussental – związek gmin (niem. Gemeindeverwaltungsverband) w Niemczech, w kraju związkowym Badenia-Wirtembergia, w rejencji Tybinga, w regionie Bodensee-Oberschwaben, w powiecie Ravensburg. Siedziba związku znajduje się w mieście Ravensburg.
Związek gmin zrzesza dwa miasta i trzy gminy wiejskie:
- Baienfurt, 7 194 mieszkańców, 16,02 km²
- Baindt, 4 884  mieszkańców, 23,07 km²
- Berg, 3 960 mieszkańców, 28,41 km²
- Ravensburg, miasto, 49 774 mieszkańców, 92,04 km²
- Weingarten, miasto, 23 875 mieszkańców, 12,17 km²